# Arrowhead Highway

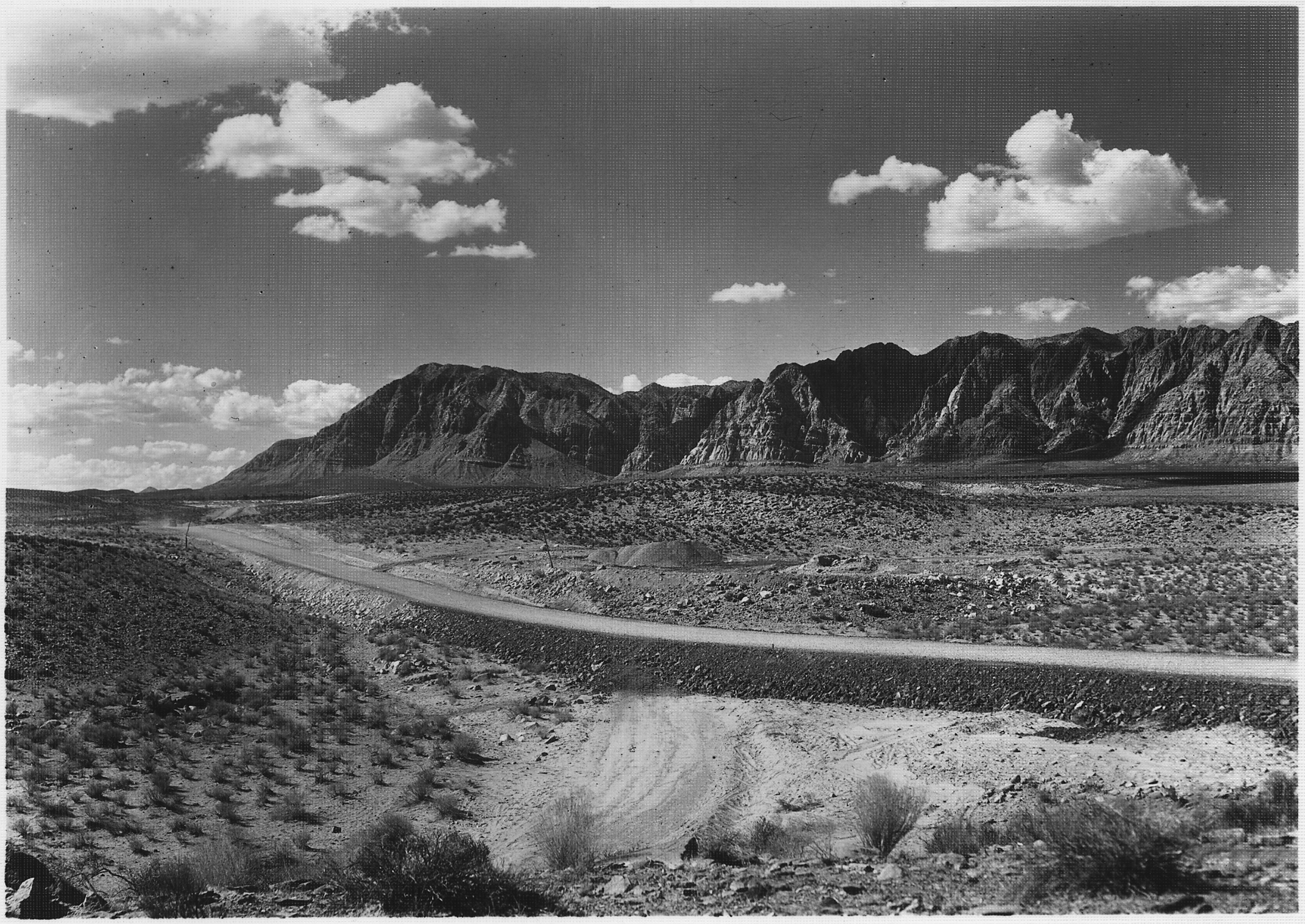
Carretera 91 desde Salt Lake City

La Arrowhead Trail o Arrowhead Highway fue la primera autopista en conectar a Los Ángeles, California y a Salt Lake City, Utah por Las Vegas, Nevada. Partes pequeñas de la ruta en California y en el Las Vegas Boulevard en Las Vegas, son algunas veces llamadas por ese nombre.
El sitio está marcado en Nevada como un Sitio histórico de Nevada 168 y Sitio histórico de Nevada 197.

## Historia
Construida principalmente a finales de los años de 1810 y aproximadamente casi en el mismo lugar que la Ruta 66, ya que la carretera ha sido suplantada por la Interestatal 15 y la Carretera 91.
Empezando en 1915, Charles H. Bigelow condujo toda la ruta varias veces sólo para generar publicidad a la carretera.

## Nombre de las rutas actuales
- Interestatal 15
- Nevada State Route 169
- Las Vegas Boulevard